# The Nashville Ramblers
 The Nashville Ramblers é uma banda estadunidense de San Diego, Califórnia. É composta pelos integrantes Carl Rusk (guitarra / vocais), Tom Ward (baixo / vocais) e Ron Silva (bateria / vocais), segundo o site Ventura Country Star. São mais conhecidos pelo poderoso power pop de sua canção "The Trains", de 1985; lançada numa compilação inglesa da Hi-Lo Records, American Heart and Soul (1986), de acordo com seu Myspace. A banda ainda cita, na mesma página, que "nós sempre quisemos ser um grupo de quatro integrantes, de preferência com a adição de um órgão, ou piano elétrico Wurlitzer, mas a pessoa certa nunca apareceu". Ray Brandes cita que o guitarrista da E Street Band, Steven Van Zandt, certa vez a chamou de "um dos exemplos mais indescritivelmente lindos de nostalgia romântica, disfarçada numa canção pop" (sobre "The Trains"). A página Ventura Country Star comenta ainda que o nome da banda deriva de um modelo de veículo conhecido como Nash Car.

## História

### 1978-1980: início do The Crawdaddys
De acordo com biografia de seu Myspace, no final dos anos 70 o baterista Ron Silva viveu em Point Loma, San Diego, onde formou a banda The Crawdaddys, em 1978, da qual foi cantor. O San Diego Reader comenta que a intenção era a de montar uma banda de rhythm and blues no estilo das bandas sessentistas The Rolling Stones e The Pretty Things. The Crawdaddys lançou um álbum em 1979 e um EP em 1980.

### 1981-1983: The Hedgehogs, Mystery Machine, The Tell Tale Hearts
Carl Rusk, que frequentara a escola em Point Loma, juntou-se a Ron Silva em 1981 para formar uma banda que tocasse no mesmo estilo das canções do The Beatles em sua fase de Hamburgo, chamada The Hedgehogs. Ray Brandes cita que o músico começara a atuar aos 12 anos de idade e que "Carl tinha uma inclinação natural, musical, desde tenra idade, e aplicou-se com uma intensa dedicação para se tornar, primeiro, um excelente guitarrista e mais tarde um cantor e compositor"; participando de diversas bandas menores até a formação do The Hedgehogs. No verão de 1983, ambos participam da banda Mystery Machine, que faria apenas três shows; em San Diego, Los Angeles e Orange County. Então Carl deixa a banda para frequentar a escola de arte em San Francisco. Sem Carl Rusk, o Mystery Machine muda o seu nome para The Tell Tale Hearts.

### 1984-1985: The Nashville Ramblers
A primeira banda, The Crawdaddys, ainda está na ativa quando, no início de 1984, chega à Bay Area para a gravação de seu álbum, Here 'Tis (que só sairia em 1987), na cidade de Berkeley. Carl falta à escola para participar em todas as sessões de gravação. Ron Silva, ainda vocalista no The Crawdaddys, sugere a Carl voltar para San Diego, para formar um novo grupo com base em folk e pop. De acordo com Ray Brandes (que foi integrante do The Hedgehogs), o relacionamento entre Carl e Ron começara em 10 de agosto de 1979, nos bastidores de um show dos Crawdaddys na San Diego State University e, ao longo de 1981 e 1982, os dois se tornam companheiros constantes, com Carl se juntando a Ron para vários projetos musicais extracurriculares.
Brandes cita que Carl Rusk esteve enfurnado em seu apartamento, onde mergulhou em Bob Dylan e escreveu as canções "The Trains" e "No Other Girl". Visitas de fim de semana para San Diego (para gravar com a Mystery Machine) pouco fizeram para saciar o seu desejo de retornar ao desempenho regular. "Eu sabia que estava brincando comigo mesmo indo para a escola de arte. Deixei San Francisco logo que terminou o ano escolar", diz ele.
Ao voltar para San Diego, Carl Rusk se junta a Ron Silva para um par de shows, anunciados ainda como The Crawdaddys. Começam a procurar outros músicos para completar o que viria a ser o The Nashville Ramblers. Carl iria para a guitarra e Ron tocaria bateria. Eles experimentam com outros guitarristas e baixistas, mas são incapazes de encontrar a combinação perfeita, até o aparecimento de Tom Ward.
Tom já havia se estabelecido como baixista da banda Gravedigger Five em 1984. Tom estava com 17 anos na época e Carl 18, mas já eram bons em seus instrumentos. Ele trouxe para o grupo uma completude que foi inesperada e bem acolhida por Ron e Carl. "Tom estava ansioso, afável e feliz o suficiente para ser uma parte do que estávamos fazendo e para adaptar-se à nossa visão", explica Carl. "Mas, talvez o mais importante, partilhou a nossa intensa sensação de isolamento de todas as outras pessoas - uma incapacidade de se sentir parte de qualquer grupo, movimento, religião ou até mesmo de família. Este sentimento de isolamento foi a cola que manteve o The Nashville Ramblers unido. Isso, e o puro prazer de tocar". O novo integrante, contratado para o baixo, estava encantado com a oportunidade de dividir o palco com músicos tão interessantes e intrigantes, segundo Brandes.
A concepção de Carl para a banda fora tirada de seu amor por música beat britânica e americana de folk rock. Estas duas influências poderosas, juntamente com uma inclinação para a melodia e a melancolia, compreenderia, não só, todo o material original de Carl Rusk, mas também as canções que a banda iria cobrir. Seu jeito de tocar era compacto, contando com pausas inteligentes, tambores incisivos e arranjos nítidos. A abordagem do grupo à sua música parecia quase hostil, com a formação de bolhas, ataques de guitarra, tambores e pratos, agressivos e contundentes, em músicas com duas a três harmonias.
Começaram a ensaiar em North Park (San Diego). Mudam se para um galpão localizado nos fundos da casa dos pais de Tom, em Serra Mesa. Fazem seus primeiros shows em Pacific Beach e terminam suas apresentações no Cavern Club de Greg Shaw (da Bomp! Records), em Hollywood.

### Gravação de "The Trains",American Heart and Soul
Um dia após seu primeiro show no Cavern Club de Los Angeles, no verão de 1985, a banda chega ao estúdio de gravação de Mark Neill, em Dulzura, Califórnia. Greg Shaw lhes pediu uma gravação para a inclusão de uma música num álbum da gravadora britânica Hi-Lo Records. O disco se chamaria American Heart and Soul e incluiria também uma canção de outra banda da região, a Manual Scan. The Nashville Ramblers gravou duas canções originais, "The Trains" e "Nashville Ramblin", além de um cover do The Golliwogs (uma banda dos irmãos Fogerty, pré-Creedence Clearwater Revival) chamada "Fragile Child". Desde então, nunca gravaram com qualquer outra pessoa. Ray Brandes ainda comenta que "The Trains é uma peça perfeita de música pop: uma convergência, uma vez na vida, de letra pensativa, melodia deliciosa e atuações impecáveis".

### 1986-1989: The Black Diamonds
Fiéis a seu nome (Rambler significa andarilho), a banda nunca ficou no mesmo lugar por muito tempo. O movimento contínuo de cada um dos membros reflete sua inquietação - não um com o outro, mas com as cenas musicais inconstantes e as facilidades de gravação inadequadas, disponíveis onde quer que eles tenham desembarcado. Tocam, por pouco mais de um ano, em San Diego; mas racham, pela primeira vez, quando Carl se muda para Nova Iorque em 1986. Ron Silva se junta com Carl, no Brooklyn. Persuadem Tom Ward a se mudar para lá, através de uma série de cartas. Era o ano de 1987 e o trio, posteriormente, se junta, tocando em uma dúzia de espetáculos e festas e mudando até mesmo seu nome para The Black Diamonds; até o retorno de Ron e Carl a San Diego, no final do verão. Em 1988 a banda se reúne em San Diego para outra estadia. Gravando novamente com Mark Neill, desta vez em seu estúdio El Cajon. De acordo com Carl, gravaram três originais: "No Other Girl", "Don't Say You Love Me" e "Late September", inéditas até hoje. Durante este período os The Black Diamonds (Ron, Carl e Tom) apoiaram o músico Jeff Conolly, da banda Lyres. Tocam juntos como Lyres, porém Jeff Conolly tinha grandes discordâncias com o trio sobre tom, equipamentos e técnicas, o que o fez voltar a Boston para a reformulação de seu grupo.
No último dia de 1988, Carl Rusk volta a San Francisco. Tom Ward e Ron Silva novamente se juntam a ele. No próximo ano, os três viajam para Valdosta, Geórgia, para gravar com Mark Neill. Duas canções de Carl, inspiradas em The Zombies, "You Breathe and You Dream" e "Everyone", foram incluídas em seu álbum, Blue Period; que foi, finalmente, lançado em 7 de novembro de 2000 (citado na página da MTV}. Blue Period é uma brilhante coleção de canções que lembram o melhor do Big Star, Nick Drake e dos Beach Boys, mas, infelizmente, é o mais próximo de um álbum lançado pelo The Nashville Ramblers (ou The Black Diamonds).

### 2005-atualidade: Retorno do The Nashville Ramblers
Em 2005, a gravadora Rhino Records lança a caixa Children of Nuggets, contendo a música "The Trains". A banda The Black Diamonds volta à sua nomenclatura original, The Nashville Ramblers; em parte em resposta à aclamação da crítica que, desde então, têm recebido. Nos últimos anos o power pop de "The Trains" assumiu uma vida própria. "É como meu filho crescido de outro casamento", diz Carl. "Eu o vejo, de vez em quando, espantado com a vida que tem vivido sem mim, e desejo que me envie algum dinheiro para casa por um momento".
Os Nashville Ramblers ainda tocam juntos cerca de duas a três vezes por ano. "A única vez que eu realmente me sinto totalmente feliz e inteiro é quando eu estou tocando com Ron e Tom. Isso é praticamente tudo que existe para mim", diz Carl. Na página oficial de Rusk, Mike Stax, editor da Ugly Things Magazine, diz que "seus shows são sempre fantásticos. Na verdade, eu não acho que já vi eles fazendo um show ruim. Eles foram uma das poucas bandas que poderiam ter irrompido e realmente encontrado um verdadeiro sucesso comercial. Em vez disso, eles ficaram dentro da cena, e, por isso, continuam a ser um segredo bem guardado".
Além da caixa da Rhino, a antológica "The Trains" também está presente nas coletâneas de material pirateado pela Bomp! Records, The Roots of Powerpop, de 1996, e It’s a Mod, Mod, World, de acordo com o Myspace da banda. O Ventura Country Star ainda cita o lançamento da música em single (em janeiro de 2011, segundo o Discogs) de vinil.

## Nashville Ramblers - Irlanda
A página Irish Showbands cita a existência de uma banda com o nome de Nashville Ramblers (sem o The), na Irlanda, no início da década de 70 e encabeçada pela cantora Maisie (nascida Mary Anne McDaniel). Esta banda nada teve a haver com o power pop e com o grupo dos EUA, sendo apenas um caso de homonímia.

## Discografia (The Trains)

### Coletâneas
- American Heart and Soul (1986) - Hi-Lo Records
- The Roots of Powerpop (1996) - Bomp! Records
- It's A Mod Mod World (1997) - Antenna Recordings Corps
- Children of Nuggets (2005) - Rhino Records

### Single
- "The Trains" / "Fragile Child" (2011) - Ugly Things Records

## Carl Rusk
- Blue Period (2000) - Beathaven Records